# 方剂
方剂，简称为“方”，是中醫師在中医理论的指导下，經過辨证审因、决定治法，选择适当的中药，按组方原则，酌定用量、用法，配伍而成的药品，是中医辨证论治疗的主要工具之一。

## 历史

### 先秦
方剂起源很早，可能与药物的产生同步发生，神农尝百草的传说即反应了进入农耕时期后。方剂的来源可能有两个途径：其一，来源于生理活性猛烈的药物，此类药物虽然容易认识，但在使用过程中因用量难以控制，经常导致中毒，故被称作“毒药”；其二，来源于饮食，在饮食的过程中，部分饮食物的疗效被发现，即“药食同源”。在《周礼·天官冢宰》中，记载有“掌醫之政令，聚毒藥以共醫事”的“醫師”，也有“掌和王之六食、六飲、六膳、百羞、百醬、八珍之齊”的“食醫”，正可以反应出方剂的这两种来源。皇甫谧在《针灸甲乙经·序》中，认为伊尹“以亚圣之才，撰用《神农本草》以为汤液”是方剂的起源，也体现了饮食与方剂起源的关系。
1973年，《五十二病方》出土于马王堆三号汉墓，该书抄写于秦汉之际，方多为外科和皮肤科方，其次是内科方、儿科方和妇科方，每病有方少则一二首，多则二十几首，总数共280首，以内服和外用方为主，也有少量祝由方。《五十二病方》书中既没有具体的腧穴名称，也没有五行学说的痕迹，对于阴阳学说也很少反映，没有把脏腑名称和病名结合起来，尤其药味简单，用量粗略，剂型单调，单味药方达110方，组成药物最多的医方也只有7味药，成书应该在《神农本草经》与《黄帝内经》之前，是现存最早的方剂著作，被认为反应了战国时期的方剂学成就。
《黄帝内经》成书晚于《五十二病方》，大部分出于战国时期，少部分为汉代产物，其中载方共13首，即“汤液醪醴”“生铁洛饮”“左角发酒”“泽泻饮”“鸡矢醴”“乌鲗骨丸”“兰草汤”“豕膏”“䔖翘饮”“半夏秫米汤”“马膏膏法”“寒痹烫法”“小金丹”，合称“内经十三方”。这些方剂内容上仍较古朴，但剂型丰富。此外，《内经》阴阳五行、津液气血、脏腑经络等理论的建构，病因病机、望闻问切的学说以及不同治法的提出都为方剂学的发展奠定了基础，而其中提出的“君臣佐使”的组方原则、“辛甘发散为阳，酸苦涌泄为阴”的药物气味配伍原理、“大、小、缓、急、奇、偶、复”七方的方剂分类方法都成为了方剂学的重要理论。

### 两汉
《伤寒杂病论》融理法方药于一体，共载方剂314首，被后世誉为“经方之祖”。
后世著名的方书有《肘后备急方》、《备急千金要方》、《千金翼方》、《太平圣惠方》、《圣济总录》、《太平惠民和剂局方》、《妇人大全良方》、《济生方》、《普济方》等。

## 与治法的关系
方剂与治法联系紧密，“方从法出，法随证立”。《医学心悟》有“汗、吐、下、泄、温、清、消、补”八法。方剂也常根据治法分类。

## 方剂的组成
中医认为“方”与“药”两者“似合而实离”，清朝医学家徐大椿在《医学源流论·方药离合论》中指出：“方之与药，似合而实离也。得天地之气，成一物之性，各有功能，可以变易血气以除疾病，此药之力也。然草木之性，与人殊体，入人肠胃何以能如人之所欲，以致其效？圣人为之制方以调剂之，或用以专攻，或用以兼治，或相辅者，或相反者，或相用者，或相制者。故方之既成，能使药各全其性，亦能使药各失其性。”也就是说，在医疗过程中，需要以辩证立法为基础，选择合适的药物组合成方剂，根据不同药物的功用，通过合理配伍以增加或改编其功用，调其偏性，制其毒性，一方面以消除药物的不利影响，而另一方面使各具特性的药物能发挥其综合作用，以适应治疗的需要。
在组方过程中，方剂以“君臣佐使”作为组方原则，并根据实际情况在成方基础上进行药味、药量的加减及剂型变化，将药物配伍成方剂。

### 组方原则
“君臣佐使”是方剂的组成原则，最早见于《内经》。《素问·至真要大论》：“主病之谓君，佐君之谓臣，应臣之谓使。”

## 剂型
方剂常用的剂型有汤剂、散剂、丸剂、膏剂，现代又常使用颗粒剂、口服液及注射液。

## 數據庫
- 中藥方劑圖像數據庫 Chinese Medicine Formulae Images Database （页面存档备份，存于）香港浸會大學中醫藥學院 (中文, 英文)
- 中藥材圖像數據庫 Chinese Medicinal Material Images Database （页面存档备份，存于） 香港浸會大學中醫藥學院 (中文, 英文)
- 中藥標本數據庫 Chinese Medicine Specimen Database （页面存档备份，存于） 香港浸會大學中醫藥學院 (中文, 英文)
- 藥用植物圖像數據庫 Medicinal Plant Images Database （页面存档备份，存于） 香港浸會大學中醫藥學院 (中文, 英文)
- 中草藥化學圖像數據庫 Phytochemical Image Database （页面存档备份，存于） 香港浸會大學中醫藥學院 (中文, 英文)
- 《香港中藥材標準》網上檢索系統 Hong Kong Chinese Materia Medica Standards (HKCMMS) （页面存档备份，存于） 中國香港特別行區政府.衛生署.中醫藥規管辦公室（中文）（英文）